# Arnold Preuß
Arnold Preuß (* 20. September 1951 in Wilhelmshaven) ist ein deutscher Theaterleiter, Schauspieler, Regisseur, Hörspielsprecher und Übersetzer.
2016 wurde er für sein langjähriges ehrenamtliches Engagement im Bereich der Pflege und Förderung der niederdeutschen Sprache, des Theaterspiels und der Jugendkulturarbeit mit dem Bundesverdienstkreuz am Bande des Verdienstordens der Bundesrepublik Deutschland ausgezeichnet.

## Beruf
Nach Abschluss der Handelsschule begann er 1969 eine Ausbildung in der Kommunalverwaltung und wurde Beamter auf Lebenszeit. Im Rahmen der Ausbildung studierte er am Niedersächsischen Studieninstitut für Kommunale Verwaltung. Das Studium endete mit dem Abschluss Diplom-Verwaltungswirt (FH).

## Theater

### Theater am Meer
Seit 1974 ist er Mitglied des Privattheaters „Theaters am Meer“ – Niederdeutsche Bühne Wilhelmshaven.
Er spielte bisher mehr als 100 Rollen (die Hundertste war der Andy Makepeace in "Love Letters") und führte bei mehr als 70 Stücken Regie. Seine private Schauspielausbildung erhielt er durch Teilnahme an professionell geleiteten Seminaren des Niederdeutschen Bühnenbundes sowie durch die Verpflichtung von Berufsregisseuren am Theater am Meer. Dies waren unter anderem Walter Bäumer, Kurt Büscher, Albrecht C. Dennhardt, Kurt Frost, Georg Immelmann, Rudolf Plent, Elke Münch, Ulrich Herold, Philip Lüsebrink und Ulf Goerges.
Nachdem er seit 1976 dem Vorstand der Bühne angehörte, übernahm er die Theaterleitung am 14. September 1985 und hielt dieses Amt bis Mai 1995 inne. Gemeinsam mit Marion Zomerland übernahm er die Leitung wieder am 16. Mai 2003. Beide gemeinsam haben als Doppelspitze aus der Niederdeutschen Bühne inzwischen ein vollfunktionsfähiges Privattheater geschaffen, das ein eigenes Zimmertheater mit 99 Plätzen betreibt.
Dem kleinen Schauspielhaus angegliedert wurde eine eigene Theaterschule für junge Menschen im Alter von 14 bis 18 Jahren. Hier wird jungen, interessierten Menschen das Theaterhandwerk vermittelt und die niederdeutsche Sprache spielerisch erlernt. Für diese Arbeit wurde das Theater 2007 von der Oldenburgischen Landschaft mit einem Förderpreis ausgezeichnet. Die Leitung der Theaterschule des Theaters am Meer hat seit September 2023 Kristin Kloster.
Seit dem 15. Juni 2017 leitet Arnold Preuß das Theater am Meer wieder alleine als Vorstandsvorsitzender des Trägervereins „Theater am Meer - Niederdeutsche Bühne Wilhelmshaven e. V.“ In dieser Funktion ist er auch der Künstlerische Leiter.

### Landesbühne Niedersachsen Nord
Von 1987 an war er Verwaltungsdirektor und später kaufmännischer Geschäftsführer der Landesbühne Niedersachsen-Nord. In der Zeit von 1996 bis 1998 war er in Personalunion auch der interimistische künstlerische Geschäftsführer, der die Aufgabe des Intendanten ausführte.
In der Zeit an der Landesbühne war er auch Mitglied im Ensemble der Landesbühne und spielte den Dr. Bird in Die Caine war ihr Schicksal (Landesbühne Niedersachsen Nord – Spielzeit 1994/95 – Regie: Thierry Bruehl), den Alt in Krankheit der Jugend (LNN – 94/95 – Regie: Herbert Adamec), den Marc Thyl in Ein Winter unterm Tisch (LNN – 95/96 – Regie: Jegor Wyssozki), die Rollen Schreiner, Artus II, Ritter in Merlin oder Das wüste Land (Freilichttheater Rosenhügel – LNN – 1996 – Regie: Donald Berkenhoff) und den Artus in Merlin oder Das wüste Land (Indoorfassung LNN – 96/97 – Regie: Donald Berkenhoff).

### Niederdeutscher Bühnenbund Niedersachsen und Bremen
Seit dem 3. September 2005 bis heute ist Preuß Präsident des Landesverbandes Niedersachsen und Bremen des Niederdeutschen Bühnenbundes. In seiner Amtszeit sind die jährlichen Jugendtheatertage geschaffen worden, an denen sich die Theaterschulen der Theater und Bühnen des Bühnenbundes treffen, um sich gegenseitig ihre Produktionen vorzustellen, aber auch, um sich zu vernetzen. Weiter hat Preuß das jährliche Treffen der Bühnenleitungen im Rahmen einer Zukunftswerkstatt eingeführt.

## Übersetzer
Als Übersetzer hat er seit 1988 über 60 Stücke in die niederdeutsche Sprache übertragen. Dadurch sind unter anderem Stücke von Brecht (Herr Puntila und sein Knecht Matti), Gogol (Der Revisor), Moliere (Der eingebildet Kranke), Hebbel (Maria Magdalena), Edward Albee (Wer hat Angst vor Virginia Woolf) und Goldoni (Der Diener zweier Herren) für das Niederdeutsche Theater entdeckt worden.

## Sprecher
Im Oktober 2018 erschien die Doppelfolge „Sturmfornt Steven|Hysteria Hall“ aus der Hörspielreihe Sherlock Holmes & John H. Watson im Hermann Media Verlag, in der er die Rolle des Kurators Mr. Downing sprach. Weitere Sprechereinsätze in den Serien „Die Alte und der Kommissar“, den Pascal in den Folgen „Sie kann's nicht lassen“, „Heißer Asphalt“; „Margaret Rutherford“, den William Steward in der Folge „Kopf oder Zahl“; „Holmes und Watson Mysterys“, den Kutscher in der Folge „Der unheimliche Komet“; „Detectiv Constable Watson“, den Marktschreier und den Imam in der Folge „Schrot auf dem Nil“.

## Projekte
Im Oktober 2018 war er in der Rolle des Worpswede-Chronisten Edwin Koenemann am Experimentaldreh für die Projektentwicklung zu „Die Paradies-Sucher“ (Arbeitstitel) vor der „Käseglocke“ in Worpswede engagiert.